# راوية (قرية)
قرية راوية هي إحدى القرى المحتلة والمدمرة التابعة لمركز مسعدة التابع لمحافظة القنيطرة في هضبة الجولان بجنوب غرب سوريا.
تقع ناحية مسعدة، مركز منطقة ومحافظة القنيطرة عدد سكانها عام 1967 (170) نسمة وهي قرية مدمرة وسكانها مهجرين من عشيرة الهوادجة (زبيد) في الجولان وترتفع (800) م عن سطح البحر.
تقع على الحافة الغربية لهضبة الجولان في ارض تكثر فيها الاندفاعات البركانية، على طريق بانياس الخشنية، تشرف على سهل الحولة غربا عند بداية وادي السيلي إلى الجنوب الغربي من بلدة مسعدة على بعد 18 كم كما تبعد 15 كم إلى الغرب من مدينة القنيطرة، إعمارها قديم. كانت تزرع الحبوب والبقول والذرة بعلا، وكانت تربى فيها الأبقار والأغنام والماعز.  وتشرب من مياه نبع (عين زاوية)
أما الرحالة غوتليب شوماخر ففي كتابه الجولان عام 1888 فقد وصفها على الشكل الآتي : (أحد عشر كوخا شتويا تخص عرب الهوادجة (زبيد)، مع بعض الخرائب القديمة التي توجد تحتها أساسات. ويوجد في الغرب جدار محيط كبير مبني من كتل بازلتية بدائية. ويقع بعد هذه تجويف مربع في الأرض مبنية جدرانه من الحجارة أيضا، وربما كان هذا التجويف خزانا قديما. توجد عدة قبور من عصر ماقبل التاريخ (دولمن) في الجوار.